# Diego de Muros II

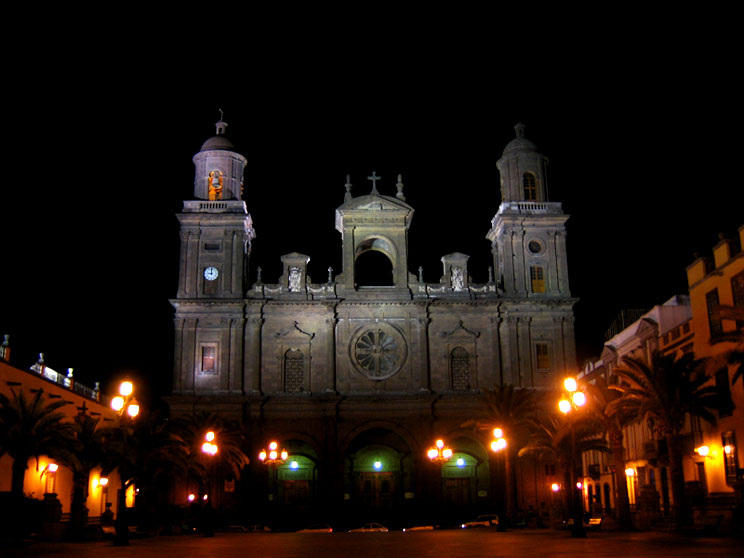
Catedral de Canarias, Diócesis de Canarias.

Diego de Muros (Santiago de Compostela, siglo XV – Las Palmas de Gran Canaria, 1506), humanista español, Obispo de Canarias.

## Introducción
La coexistencia de tres personajes pertenecientes a una misma familia, naturales todos ellos de la población de Muros, en La Coruña, pertenecientes también los tres al clero, que llegarían a ostentar, todos ellos, cargos de importancia dentro de la jerarquía eclesiástica, y llevando, además, el nombre de Diego de Muros, ha ocasionado durante siglos mucha confusión entre los historiadores. 
Ahora, el manejo de la documentación custodiada en los archivos vaticanos, así como el hallazgo en España de nuevos documentos, ha posibilitado que se haya logrado poner a cada cual en el lugar que históricamente le correspondo.
Así, Diego de Muros I, tío de los otros dos, era fraile mercedario, pasando a ser obispo de Tuy el 12 de junio de 1482, y trasladado el 1 de junio de 1487 al obispado de Ciudad Rodrigo, lugar en el que falleció en 1492. No dudó en dejar el báculo episcopal momentáneamente para empuñar la espada y enfrentarse tanto a la nobleza gallega, contraria a los intereses de los Reyes Católicos, como a los portugueses.
Por su parte, Diego de Muros III es quien ha ocasionado mayor cantidad de problemas a la hora de aclarar la biografía del que fuera Obispo de la Diócesis de Canarias, don Diego de Muros II. 

## Etapa Peninsular
Diego de Muros II fue hijo de Vasco López de Burgos, regidor de la ciudad de Santiago de Compostela, y de Mayor Pérez, habiendo nacido en el municipio de Muros, en la provincia de La Coruña.
En 1474 ostenta ya el puesto de canónigo de la catedral compostelana, viviendo además de las rentas procedentes del sostenimiento de diferentes beneficiado. En 1482 aparece ya desempeñando trabajos de secretario al servicio de Pedro González de Mendoza.
En 1486 es nombrado arcediano de Carmona, dignidad que había sido creada en la catedral de Sevilla siendo arzobispo Diego Hurtado de Mendoza, sobrino del cardenal; habiendo quedado vacante por la muerte de Juan de Marquina. 
Muchos son los beneficios que “atesora”, hecho del que queda constancia en 1490 cuando el arcediano de Carmona pide protección a los Reyes Católicos para los beneficiados simples que posee en las iglesias de Galicia y que él tiene “por justos títulos”. 
En dicho documento se citan los siguientes medios beneficios: Santa María de Troanes.
Santa María de Rodeiro.
Santiago de Villamayor.
Santiesteban de Palco.
San Pedro de Querentes.
Santa Cristina de Montouto.
San Juan de Samir.
Santiago de Cercas (Cercio).
San Cristóbal de Folgoso.
Y los Beneficios completos de: Santiago de Prevediños.
San Salvador de Ledesma.
San Vicente de Bama.
Santiago de Villarín,
Santa María de Lañas.
San Juan de Borneiro.
San Cristóbal de Beseño.
Santa María de Marozos.
En 1490, obtiene los títulos de arcediano de Castilla y párroco de la Villa de Muros, tras la muerte de su poseedor, Rodrigo de Lugo; así como el de arcediano de Toro, cargo dado por los Reyes Católicos el 20 de abril de 1490. En 1491, también los reyes le conceden el título de Chantre de Santiago de Compostela por la muerte de Alvar Rodríguez.
En 1493 disfruta de los beneficios propios de la canonjía de Sevilla aunque ella correspondía legalmente a Alonso de Cortés.
Por tanto, y haciendo números, Diego de Muros II llegó a disfrutar, conjuntamente, de cuatro canonjías, peleando por conseguir dos más; un nombramiento de párroco otorgado directamente por el Papa, y diecisiete beneficios menores en diferentes iglesias gallegas.

## Obispo de Canarias
El 11 de enero de 1498 fallecía en Guadalajara el cardenal Pedro de Mendoza, sucediéndolo el también cardenal Bernardino López de Carvajal, quien hasta entonces, y desde 1492, había ocupado la silla episcopal de Badajoz. Pero su relación con la casa de Mendoza no debió de cesar hasta que los Reyes Católicos le arrancaran de su puesto, encomendándole el episcopado de Canarias.
Diego de Muros II había sido incluido en una lista de episcopales que la Reina Isabel la Católica, ciñéndose a lo acordado con la Santa Sede, había mandado redactar. Alejandro VI, manda, por su parte, expedir las bulas para Canarias, viendo ambos en ello un homenaje póstumo al gran Cardenal de España.
Así, el 21 de julio de 1496, se produjo el nombramiento de Diego de Muros II como Obispo de Canarias, consignándose en la bula de nombramiento la necesidad de dar a su antecesor en la silla episcopal, el fallecido obispo Fray Miguel López de la Serna, un digno sucesor que destacara por "su pureza de vida, honestidad de costumbres y recto juicio para los negocios espirituales y temporales”, habiendo sido propuesto ante el Papa por su propio hijo, el cardenal César Borja.
Al año siguiente, 1497, Muros II ya se encontraba residiendo en Canarias, ya que en ese mismo año se redactan las constituciones del primer sínodo diocesano de Canarias, llevándose a cabo unas segundas en 1506. Según noticias aportadas por el realejero José de Viera y Clavijo, que realizó sendas visitas pastorales en 1498 y 1503, Muros residió en las islas durante todo su pontificado, costumbre poco habitual en los prelados de la época, y aún menos en los nombrados para diócesis “perdidas” en el Atlántico.
El tiempo que permaneció al frente de la única diócesis del archipiélago canario lo dedicó especialmente a legislar sobre temas pastorales, que tuvieron gran resonancia en las constituciones sinodales promulgadas por sus sucesores Fernando Vázquez de Arce y Cristóbal de la Cámara y Murga.
Las adiciones de 1506 cerrarían el pontificado de Diego de Muros II en Canarias, ya que, aunque se desconoce la fecha exacta de su fallecimiento, el 20 de octubre de 1507 era nombrado su sucesor, Pedro López de Ayala, “por muerte de don Diego”, habiendo transcurrió, desde su muerte, el tiempo necesario para que los Reyes presentaran al obispo electo ante la curia romana.
Concreta más la fecha el hecho de que el 26 de octubre de 1506, el arcediano de Tenerife, visita la Villa episcopal de Agüimes, señorío episcopal, con el objeto de proveer los cargos de alguacil, alcalde y escribano; cargos que habían quedado vacantes por el fallecimiento del Sr. Obispo. “que en gloria está”.
| Predecesor: Fray Miguel López de la Serna | Obispo de la Diócesis de Canarias 1496-1506 | Sucesor: Pedro López de Ayala |